# Автошлях США 21
Автошлях США 21 або US Highway 21 (США 21) — пронумерована автомагістраль із півночі на південь Сполучених Штатів, протяжністю 393 милі (632 км) від державного парку Хантінг-Айленд, Південна Кароліна, до Вайтвіля, штат Вірджинія. Маршрут пролягає через три штати: Південну Кароліну, Північну Кароліну та Вірджинію. Він з'єднує південно-східні міста, включаючи Колумбію, Південна Кароліна, і Шарлотт, Північна Кароліна.
США 21 починається в парку штату Хантінг-Айленд, минає Боферт, Південна Кароліна, а потім прямує на північ через низину, паралельно міжштатній автомагістралі 77 (I-77) через міські та сільські райони до в'їзду в Північну Кароліну. У Північній Кароліні США 21 часто зливається з I-77 і відділяється від неї. Маршрут входить у Вірджинію, проходячи через горбисту місцевість, а потім закінчується на перехресті міжштатної автомагістралі 81 (I-81) / US Route 52 (US 52) у Вайтвіллі.
Незважаючи на те, що «1» вказує на те, що це головне шосе з півночі на південь, США 21 проходить лише через три штати і більше не є маршрутом для пересіченої місцевості, оскільки багато ділянок було замінено на I-77 у Огайо та Західній Вірджинії. Історично США 21 була довшою до створення системи міжштатних автомагістралей. США 21 спочатку пролягав від Клівленда, штат Огайо, до Ємассі, штат Південна Кароліна, пізніше він був розширений до Боферта та державного парку Хантінг-Айленд. З часом його довжина зменшилася, що зробило його другим найкоротшим основним шляхом із півночі на південь US Route 91 (US 91).
США 21 служить альтернативою більш інтенсивним трафіком між штатами в цьому районі, зокрема I-77, I-26 та Interstate 95 (I-95).

## Опис маршруту

### Південна Кароліна
США 21 проходить 233,2 милі (375,3 км) через штати. Початок у парку штату Хантінг Айленд, США 21 рухається на захід у напрямку Боферта, де розширюється до чотирьох смуг. Маршрут оминає Боферт на півдні, проходячи через Порт-Роял, Шелл-Пойнт і Бертон. У районі Боферта США 21 проїжджає повз в'їзди на острів Парріс і авіабазу Корпусу морської піхоти Боферт, головні об'єкти Корпусу морської піхоти в цьому районі. На північ від Боферта, США 21 продовжується як розділене на чотири смуги шосе та перетинається з US 17. Маршрут рухається в неправильному напрямку з США 17 на південь протягом 7 миль (11 км) перш ніж повернути на північ у бік Ємассі, де вона стає сільською двосмуговою дорогою та перетинається зі США 17 Альтернативний. На північ від Ємассі, США 21 відходить і перетинає I-95 на виїзді 42.
Двосмуговий маршрут продовжується через сільські райони штату. США 21 проходить через Смоакс і Бранчвіль і минає Оранджбург. На північ від Оранджбурга, США 21 проходить приблизно паралельно I-26 до Гастона, де вона з'єднується зі США 321 і стає міською магістраллю. США 21 проходить через Кейсі, Західну Колумбію та Колумбію .
На північ від Колумбії, США 21 відділяється від США 321, повертаючи до сільської двосмугової дороги, паралельної I-77. В окрузі Йорк, США 21 знову входить у міські райони, з'єднуючи Рок-Гілл і Форт-Мілл. Біля межі штату Північна Кароліна, США 21 зливається з I-77 поблизу Каровіндз, а потім входить у Північну Кароліну.

### Північна Кароліна

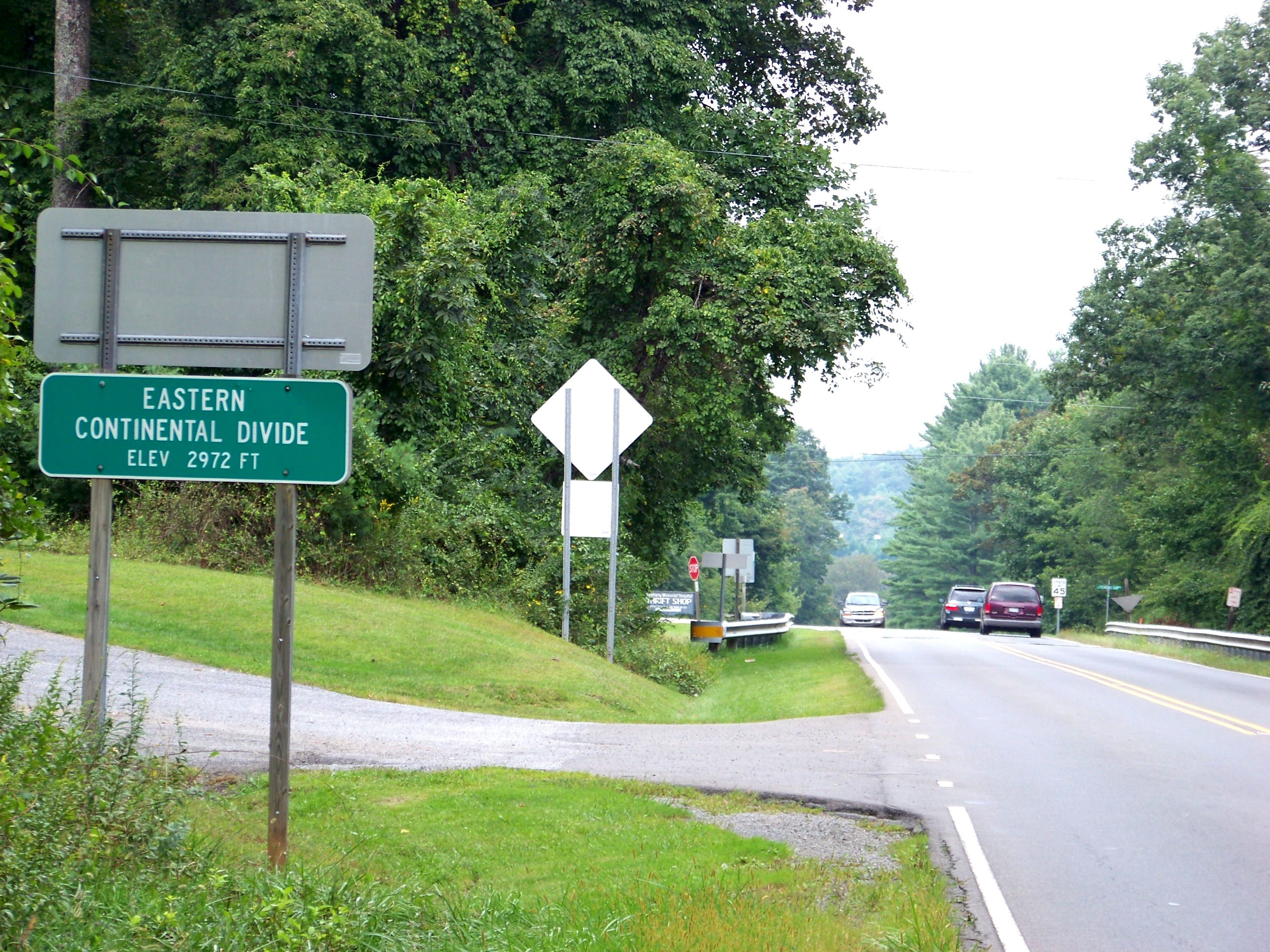
США 21, що перетинає східний континентальний вододіл у Рорінг-Геп, Північна Кароліна

США 21 починається як паралельність з I-77 у Шарлотті, що повторюється тричі в межах штату. Їхній перший розрив з I-77 пролягає вздовж Стейтсвіль-авеню, потім продовжується через Гантерсвілл і Корнеліус, однак через його близькість до I-77 і шосе 115 Північної Кароліни (Північна Кароліна 115), він сам по собі не має розв'язки з I-485. Другий розрив з I-77 відбувається в Мурсвіл, де США 21 їде через місто, а потім на північний захід до Стейтсвіль. Після Стейтсвіля, США 21 прямує на північний схід до Гармоні та Брукс-Кросроудс, а потім знову з'єднується з I-77 біля Джонсвілла. Однак Джонсвілл і Елкін зв'язуються зі США 21 Автобус. Через центри обох міст, як альтернативний маршрут, що йде паралельно I-77. На північ від Елкіна, США 21 востаннє розділяється з I-77 і прямує на північ до Спарти, минаючи Blue Ridge Parkway після великої звивистої ділянки. На північ від Спарти, в Твін-Окс, США 221 збігається з США 21 перед в'їздом у Вірджинію. США 21 проходить 124,5 милі (200,4 км) через західний П'ємонт Північної Кароліни, поєднуючись з I-77 або як двосмугова сільська дорога; від межі штату Південна Кароліна до Елкіна мандрівники можуть легко пропустити більшу частину США 21 через I-77.

### Вірджинія

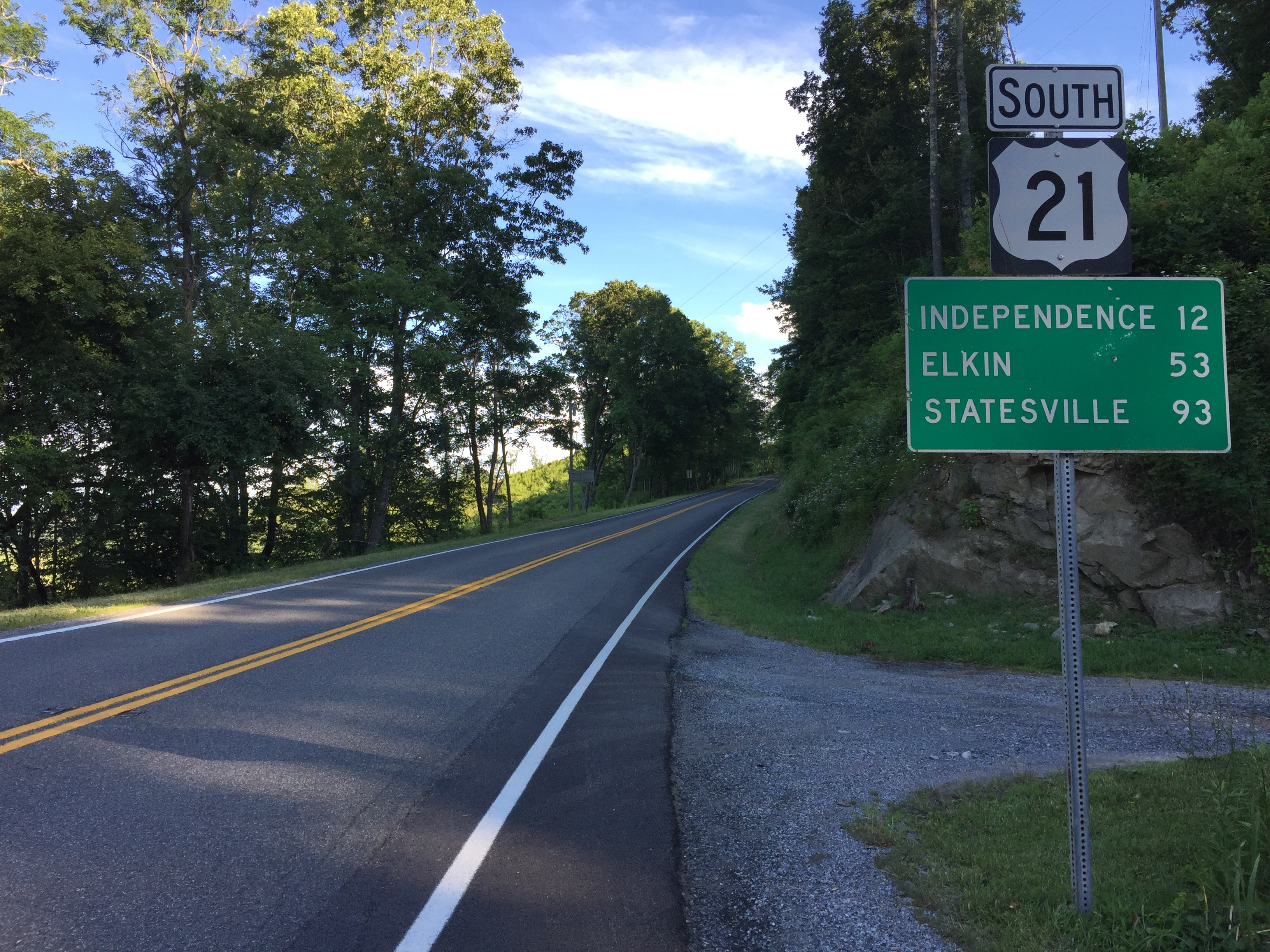
Вид на південь уздовж США 21 на трасі штату 805 (СР 805) в окрузі Грейсон, штат Вірджинія

Через кілька миль перетинаючи державну лінію, США 21 досягає міста Індепенденс, де розділяється зі США 221 і продовжується на північ. Маршрут пролягає через національну зону відпочинку Маунт-Роджерс перед в'їздом у місто Вайтвіль. Після короткої одночасності з США 11 у центрі міста Вайтвілль, вона йде на північ і закінчується на перехресті I-81 / США 52. США 21 проходить 35 миль (56 км) через західну Вірджинію, переважно двосмуговою сільською гірською дорогою.

## Історія

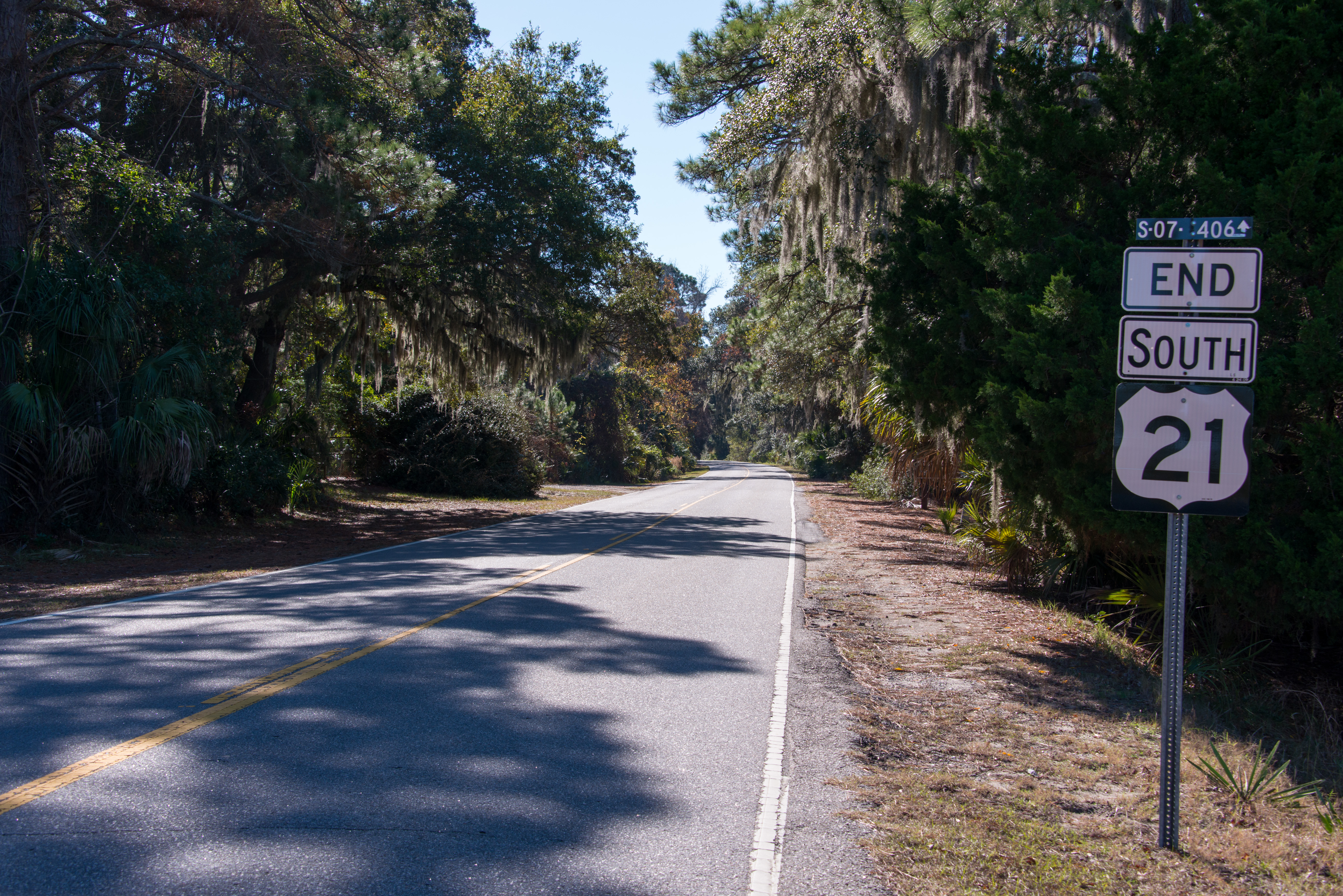
Південна кінцева станція США 21 на острові Хантінг, Південна Кароліна

США 21 в епоху до міжштатної автомагістралі була шосе з півночі на південь, що з'єднувало територію навколо озера Ері та прибережний південь. Один із небагатьох справжніх маршрутів із півночі на південь, що перетинають середні Аппалачі, він став важливим коридором для автомобільного руху між північно-східним Огайо, західною Пенсільванією (із США 19) і західний Нью-Йорк з центральною частиною Північної Кароліни, центральною та південно-східною Південною Кароліною та (через з'єднання з іншими магістралями) прибережною Джорджією та більшою частиною Флориди . Багато посилалися на розтяжку США 21 від району Великих озер до Флориди як «шосе від озер до Флориди».
США 21 спочатку (у 1926 році) сполучав Клівленд, штат Огайо, і Ємассі, штат Південна Кароліна. У 1935 році його було продовжено до Боферта, Південна Кароліна, і знову в 1953 році до його нинішньої південної кінцевої станції на США 21 спочатку (у 1926 році) сполучав Клівленд, Огайо, і Ємассі, Південна Кароліна. У 1935 році його було продовжено до Боферта, Південна Кароліна, і знову в 1953 році до його нинішньої південної кінцевої станції на узбережжі Атлантичного океану в державному парку Хантінг-Айленд, між містом Боферт і островом Фріпп.
В епоху міжштатного шосе велика частина США 21 став очевидним коридором для міжміської швидкісної дороги. Шлях Західної Вірджинії між Чарлстоном, Західна Вірджинія, і Принстоном, Західна Вірджинія, був першим сегментом запланованої серії платних автомагістралей уздовж або поблизу США 21 з Клівленда до Шарлотти, Північна Кароліна. Усі інші платні автомагістралі були відкладені на користь автомагістралей, побудованих за міждержавне фінансування; ці автомагістралі та магістраль Західної Вірджинії стали I-77, яка повністю витіснила старі США 21 як міжміський наскрізний маршрут. I-77 пізніше було продовжено до Колумбії, Південна Кароліна, також у межах кількох миль від США 21.